# پریری ویلیج (کانزاس)
پریری ویلیج (به انگلیسی: Prairie Village) شهری در ایالت کانزاس کشور ایالات متحده آمریکا است که جمعیت آن در سرشماری سال ۲۰۱۰ میلادی، ۲۱٬۴۴۷ نفر بوده‌است.

## نگارخانه

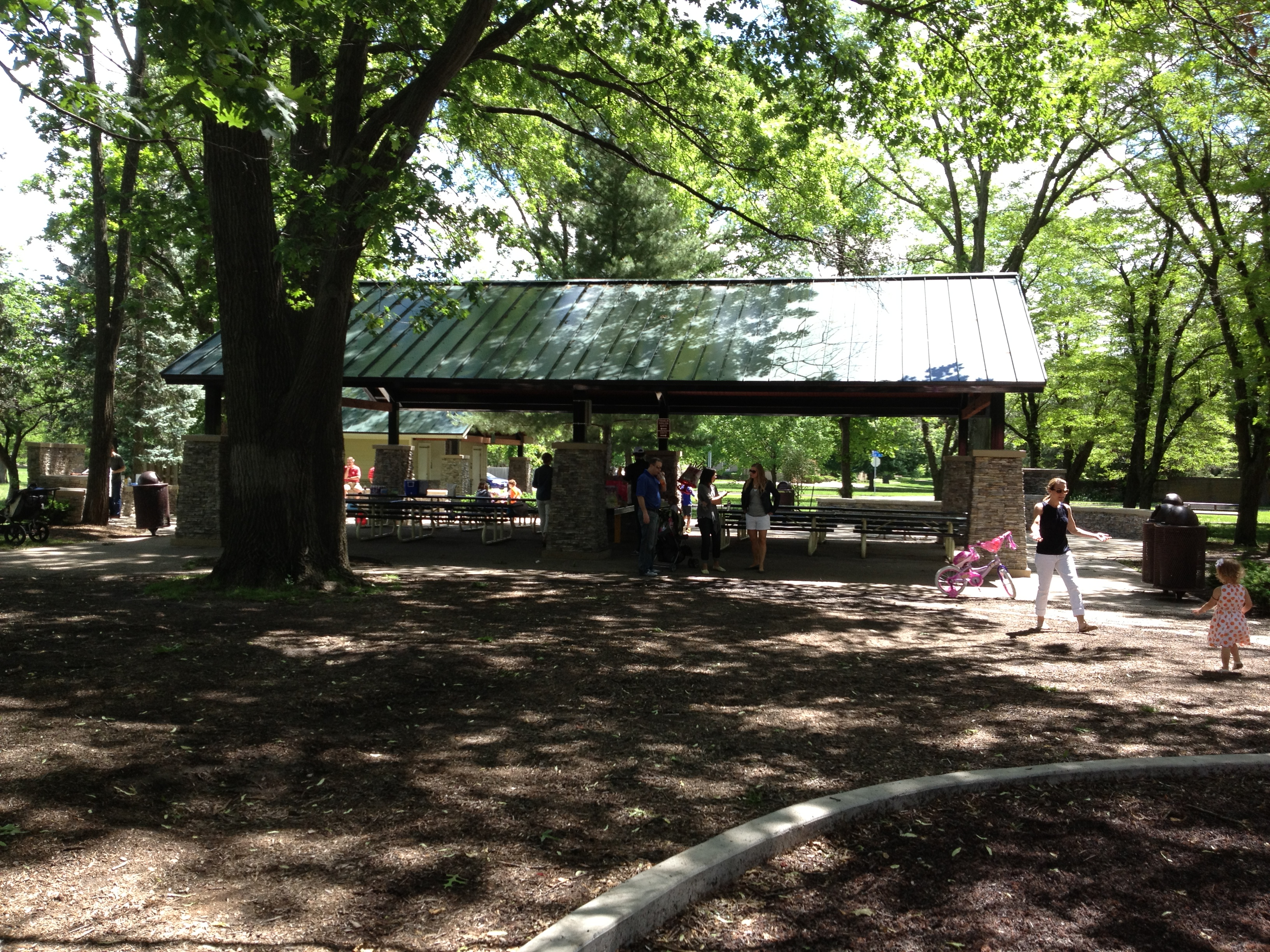
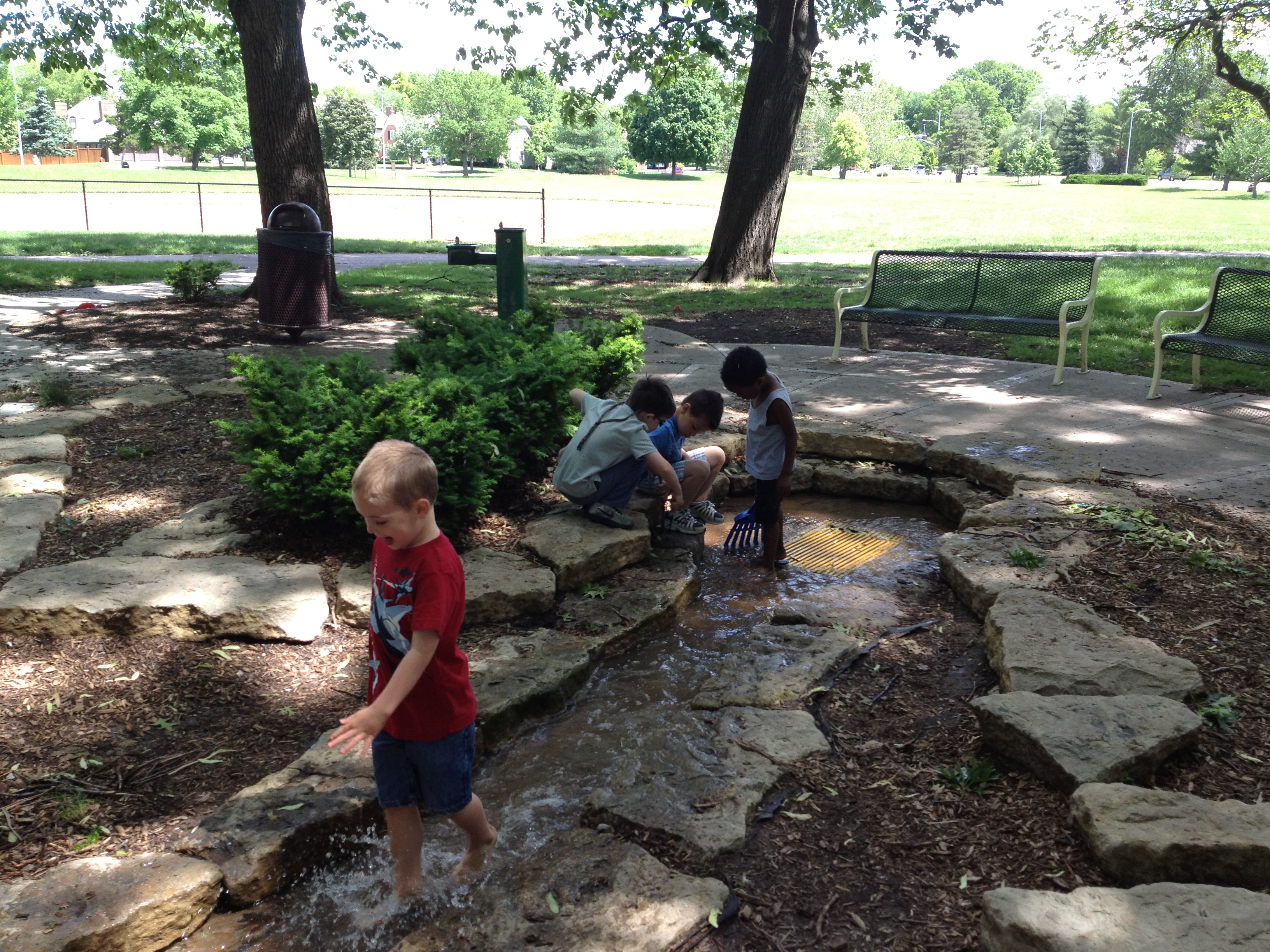
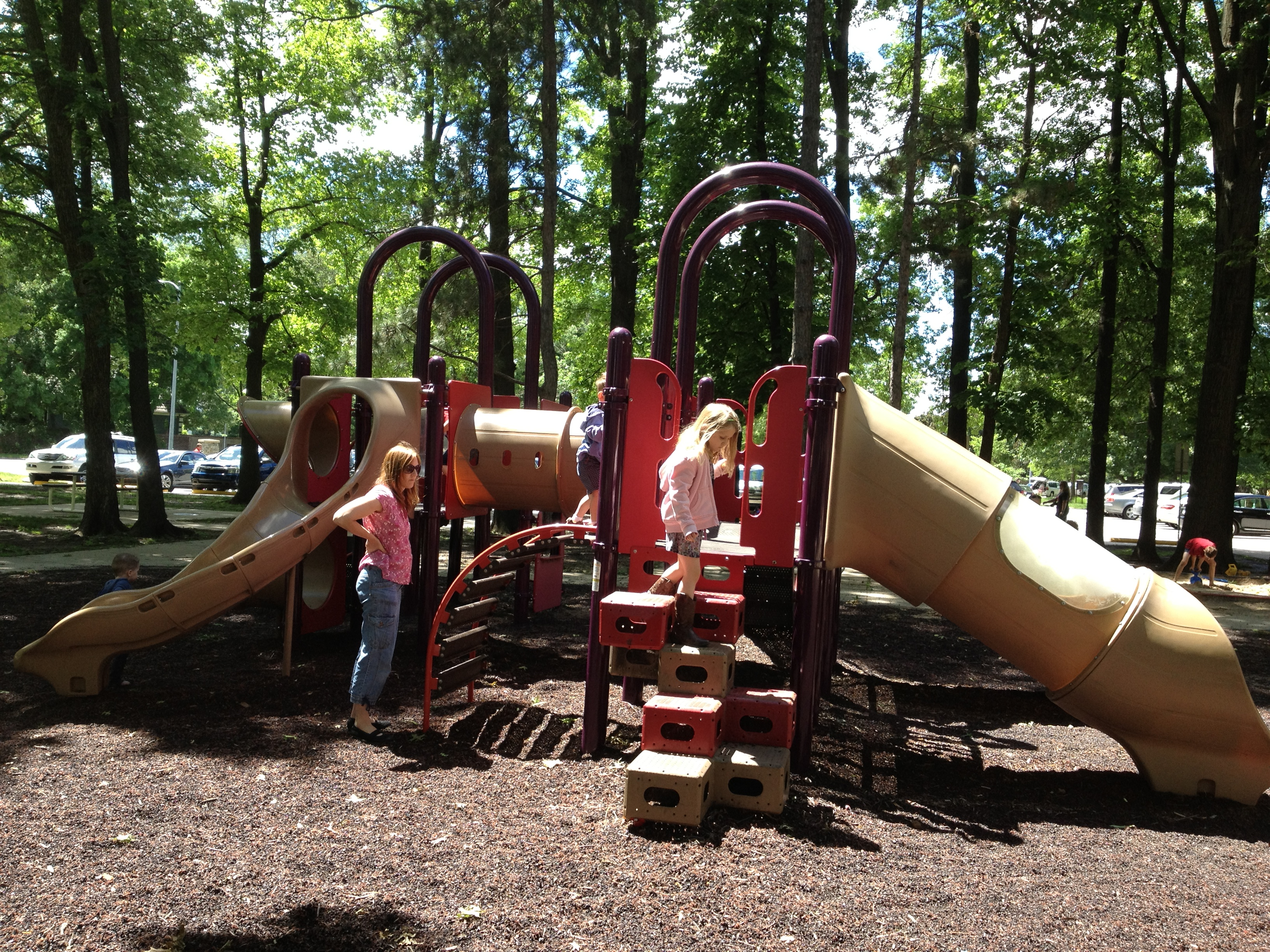